# Livro de Crónicas
Livro de Crónicas é um livro de crónicas de António Lobo Antunes, publicado inicialmente em 1998 e onde são reunidas as crónicas saídas na Pública (suplemento do jornal Público entre 1993 e 1998 e na revista Visão.
Textos:
- Emília e Uma Noites, sobre a experiência traumática da guerra colonial[1]